# Deutsches Nationalkomitee für Denkmalschutz

Logo des Deutschen Nationalkomitees für Denkmalschutz

Das Deutsche Nationalkomitee für Denkmalschutz bei der Beauftragten der Bundesregierung für Kultur und Medien (DNK) wurde 1973 gegründet. Es ist ein Dachverband staatlicher und nichtstaatlicher Akteure mit dem Ziel des Erhaltes und der Pflege wertvoller Bauwerke. Unter anderem verleiht es seit 1977 den Deutschen Preis für Denkmalschutz, auf diesem Gebiet die höchste Auszeichnung in Deutschland. Die Geschäftsstelle des Komitees war im Bundesministerium des Innern untergebracht, seit 1998 gehört sie zur Beauftragten der Bundesregierung für Kultur und Medien mit Sitz in Berlin (bis 2016: Bonn). Schirmherr ist der Bundespräsident.

## Präsidium
Präsident des Komitees ist einer der Landesminister, welcher der Ständigen Konferenz der Kultusminister angehört. Seit 2023 ist Benjamin-Immanuel Hoff Präsident. Die Präsidentschaft wechselt in der Regel alle drei Jahre. Vorgänger im Amt waren zuletzt u. a. Gunnar Schellenberger und Martina Münch. Als Vizepräsidenten sind Mitglieder von Bundesrat und Bundestag, der Landesregierungen und der kommunalen Spitzenverbände berufen.

## Mitglieder
Vertreter aus Politik, Wirtschaft, Kirchen, kommunaler Spitzenverbände, Medien und aus Vereinigungen und Organisationen, die mit Denkmalschutz und Denkmalpflege befasst sind, gehören dem Komitee als Mitglieder an.

## Arbeitsgruppen
Die fünf Arbeitsgruppen bereiten die operative Arbeit des DNK vor.  Sie widmen sich folgenden Schwerpunkten:
- Fachliche Fragen der Denkmalpflege
- Öffentlichkeitsarbeit
- Denkmalpflege, Stadtentwicklung, Umwelt
- Recht und Steuerfragen
- Denkmalvermittlung

## Aufgabe
Auftragsgrundlage des Nationalkomitees ist die Denkmalschutz-Charta des Europarates vom 26. September 1975. Die zum Europäischen Denkmalschutzjahr 1975 erarbeiteten Empfehlungen bilden den Rahmen für die Förderung von Belangen des Denkmalschutzes in allen Bereichen. Hierzu gehören insbesondere
- Weckung des Denkmalschutzgedankens in der Bevölkerung und Förderung von Privatinitiativen
- Förderung des Erhaltungsgedankens im Städtebau
- Untersuchung von Problemen des Denkmalschutzes und der Denkmalpflege
- Prüfung bestehender Rechts- und Verwaltungsvorschriften in Bezug auf deren Anpassung
- Unterstützung und Anregung von Erlassen denkmalfreundlicher Gesetze und Vorschriften

Themenschwerpunkte, die dabei aktuell (Stand Leitsätze 2013) aufgrund besonderer Relevanz im Mittelpunkt des DNK stehen sind:
- Energiewende und ihr Einfluss auf historische Bauten und Räume
- Denkmalpflege und Integration
- Demografische Entwicklung und ihre Auswirkungen auf den Denkmalschutz
- Denkmalpflege im Spannungsfeld von Ökonomisierung und Gentrifizierung
- Denkmalschutz als gestaltendes Instrument des Zusammenwachsens in Europa.[8]

## Öffentlichkeitsarbeit
Im Rahmen der Öffentlichkeitsarbeit gibt das NKD im Mosaik Verlag eine Ausgabe mit den Hauptfiguren Anna, Bella und Caramella heraus. Im Mai 2022 erschien das Heft Bauhaus macht Schule. Das Heft wird vom Deutschen Nationalkomitee Denkmalschutz kostenfrei abgegeben.

## Denkmalschutzpreis

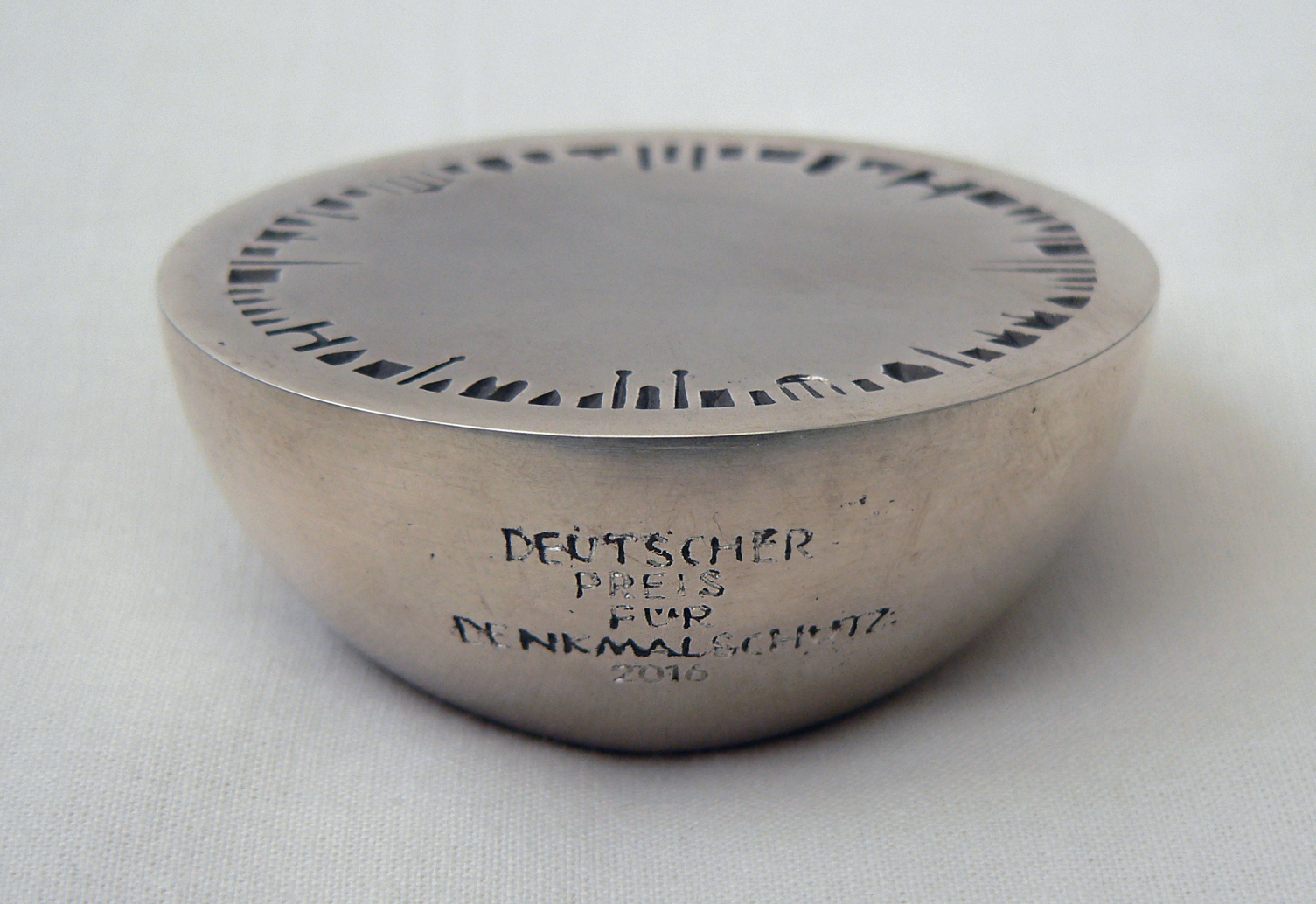
Silberne Halbkugel

Der alljährlich vom Deutschen Nationalkomitee für Denkmalschutz verliehene Deutsche Preis für Denkmalschutz gliedert sich in drei Kategorien: Der Karl-Friedrich-Schinkel-Ring, die Silberne Halbkugel und den Medienpreis. Er wird an Personen oder Personengruppen vergeben, die durch ihre Initiative einen wichtigen Beitrag zur Erhaltung und Rettung von Gebäuden, Ensembles, Altstadtkernen, Dörfern und archäologischen Denkmälern geleistet haben. Ebenso werden Journalisten, Medienschaffende und Aktive in den Sozialen Medien ausgezeichnet, die in ihrer Arbeit kontinuierlich auf die speziellen Fragestellungen und Probleme von Denkmalschutz und Denkmalpflege aufmerksam gemacht haben.